# Priscilla Faia
Priscilla Faia (ur. 23 października 1985 w Victorii) – kanadyjska aktorka filmowa i telewizyjna, znana z roli Chloe Price w serialu Nowe gliny oraz Izzy w serialu You Me Her.

## Życiorys
Priscilla urodziła się w mieście Victoria w zachodniej Kanadzie. Karierę aktorską rozpoczęła od występów w reklamach, w 2009 zagrała w krótkometrażowym filmie „After the Riots”. Gdy miała 22 lata przeprowadziła się do Vancouver, gdzie zagrała w miniserialu „Prawdziwa sprawiedliwość”, w tym samym czasie studiowała w „The Actor's Foundry”, dodatkowo pracowała jako kelnerka w kawiarni „Cactus Club Cafe”. W 2013 wystąpiła w krótkometrażowym filmie pt. „Method”.
Popularność zaczęła zyskiwać dzięki roli Chloe Price w serialu Rookie Blue, w którym od 4 sezonu zaczęła odgrywać główną rolę, jej występ został doceniony i przyniósł jej nominację do Canadian Screen Award w kategorii „Najlepszy występ aktorki w roli drugoplanowej”. W 2014 gościnnie zagrała w jednym z odcinków serialu „Seed”. W 2016 zagrała kolejną rolę gościnną w serialu kryminalnym Motyw.
W latach 2016–2020 grała główną rolę w serialu You Me Her. W serialu wcieliła się w rolę Izzy, która wchodzi w związek poliamoryczny. Dzięki tej roli otrzymała nagrodę Leo w kategorii „Najlepsza rola kobieca” oraz dostała nominacje UBCP/ACTRA w kategorii „Najlepsza aktorka”.

## Kanadyjskie Wyzwanie Charytatywne
W maju 2013 Faia, wraz z kilkoma innymi aktorami z serialu Rookie Blue, wyjechała do w Peru, by wesprzeć UNICEF w ich staraniach na rzecz dotarcia do wszystkich dzieci. Wyprawa określana jako Charity Challenge trwała 9 dni. W jej trakcie członkowie ekipy nocowali w namiotach i odwiedzali dzieci rdzennych mieszkańców Andów żyjących w okolicach Machu Picchu.

## Filmografia
| Rok       | Tytuł                                | Rola                  | Dodatkowa informacja |
| --------- | ------------------------------------ | --------------------- | --- |
| 2013–2015 | Nowe gliny                           | Chloe Price           | Główna rola (Sezon 4-6) Nominowana do nagrody „Canadian Screen Award” za najlepszą rolę drugoplanową w dramatycznym programie lub serialu.                                             |
| 2012      | The Eleventh Victim                  | Leola Sheldon         | |
| 2014      | Seed                                 | Sandra                | Epizod: „The Bjorn Identity” |
| 2015      | My One Christmas Wish                | Kate                  | Najlepsza przyjaciółka głównej postaci. |
| 2016      | Motive                               | Lori Schultz          | Epizod: „The Vanishing Policeman” |
| 2016–2020 | You Me Her                           | Isabelle „Izzy” Silva | Główna rola (Sezon 1–5) Nominowana – UBCP/ACTRA Awards za najlepszą aktorkę. (2016) Nominowana – Leo Award za najlepszą rolę główną w wykonaniu kobiety w serialu dramatycznym. (2017) |
| 2021      | The Good Doctor (serial telewizyjny) | Dr. Cintia D'Souza    | Epizod: „Irresponsible Salad Bar Practices” |